# Rhiwallon ap Cynfyn
Rhiwallon ap Cynfyn (1025? - †1070) était un roi de Gwynedd et de Powys.

## Règne
Il était le fils de Cynfyn ap Gwerstan, un roi de Powys, et le frère de Bleddyn ap Cynfyn. En 1063, il reçut le Gwynedd et le Powys après avoir prêté serment à Harold Godwinson et règne avec son frère comme vassal des anglais. Il s'allie ensuite avec les Merciens contre les Normands après la conquête normande de l'Angleterre. Il est tué lors de la bataille de Mechain en 1070 qui l'opposait à Maredudd et Idwall deux des fils de Gruffydd ap Llywelyn, le précédent souverain du Pays de Galles. Après sa mort, son frère règne seul sur le Gwynedd et le Powys

## Postérité
D'une union avec une épouse inconnue il laisse deux enfants
- Meilyr mort en 1081
- Gwladus épouse de Rhys ap Tewdwr

| Précédé par : Gruffydd ap Llywelyn | Rois de Gwynedd | Suivi par : Bleddyn ap Cynfyn |
| Précédé par : Gruffydd ap Llywelyn | Rois de Powys   | Suivi par : Bleddyn ap Cynfyn |